# Epitácio Lindolfo da Silva Pessoa
Epitácio Lindolfo da Silva Pessoa (ur. 23 maja 1865, zm. 13 lutego 1942) – brazylijski polityk, prezydent Brazylii.
Senator (1913-1919 i 1924-1930), minister przemysłu, transportu i robót publicznych (1900-1901), minister sprawiedliwości (1898-1901), prokurator generalny (1902-1905). Prezydent Brazylii od 28 lipca 1919 do 15 listopada 1922.
Kawaler m.in. portugalskiej Wstęgi Trzech Orderów (Chrystusa, Avis i Jakuba), polskiego Orderu Orła Białego, papieskiego Orderu Najwyższego Chrystusa, szwedzkiego Orderu Serafinów.